# Darcya costaricensis
Darcya costaricensis là một loài thực vật có hoa trong họ Mã đề. Loài này được (B.L.Turner) B.L.Turner mô tả khoa học đầu tiên năm 1993.